# Disperis bathiei
Disperis bathiei är en orkidéart som beskrevs av Jean Marie Bosser och La Croix. Disperis bathiei ingår i släktet Disperis och familjen orkidéer. Inga underarter finns listade i Catalogue of Life.